# Manuel Esteba
Manuel Esteba Gallego (Barcelona, 17 de abril de 1941 Barcelona, 4 de febrero de 2010) fue un director de cine español.

## Biografía
Manuel Esteba fue hijo de Isidro Esteba Sanahuja, productor y distribuidor de cine. A los 8 años fue a estudiar Pintura en la Escuela de Artes y Oficios de Barcelona. Diez años más tarde, realizó diferentes exposiciones en Barcelona, Mataró, Mallorca y Madrid. En la capital española estudió Filosofía y Letras. Más tarde se dedicó al teatro, donde fue ayudante de dirección de diferentes directores como Antonio Santillán, Ladislao Vajda, José María Elorrieta, Tulio Demicheli y León Klimovsky. Entró en contacto con el cine como meritorio, continuista y ayudante de dirección. También fue guionista y productor ejecutivo de algunas películas. Como director rodó más de una decena de películas, incluidas algunas cintas eróticas.

## Filmografía
- 1967. El aprendiz de clown
- 1967. Hola, señor Dios
- 1969. Agáchate, que disparan
- 1970. Veinte pasos para la muerte
- 1972. Una cuerda al amanecer
- 1972. Horror Story (protagonizada por los Hermanos Calatrava)
- 1973. Los Kalatrava contra el imperio del kárate
- 1975. El despertar de los sentidos
- 1977. Espectro (Más allá del fin del mundo)
- 1978. Trampa sexual
- 1980. Viciosas al desnudo
- 1981. Sexo sangriento
- 1981. Porno: situación límite
- 1983. El E.T.E. y el Oto (protagonizada por los Hermanos Calatrava)